# Toni Cruz
Antoni Cruz i Llauna, conegut simplement com a Toni Cruz   (Girona, 14 de juliol de 1946 - Barcelona, 11 de juliol de 2025), fou un actor, cantant (tenor) i productor de televisió català, integrant del grup musical i d'espectacle La Trinca.
D'adolescent es va traslladar a viure a Canet de Mar, on conegué en Josep Maria Mainat, un altre membre de La Trinca.
Abans de La Trinca amb Mainat va formar el grup musical The Blue Cabrits. El 1968, ambdós, conjuntament amb Miquel Àngel Pasqual, varen formar La Trinca.
Durant la dècada del 1980, la banda, mantenint el seu estil humorístic i irònic, es llancen al mercat de la resta d'Espanya, començant a gravar les cançons en castellà. Es donen a conèixer també a través de la televisió amb el programa Tariro, tariro (1988-1989) - continuació del que el 1987 havien realitzat per a la TV3 catalana No passa res-. Iniciada la dècada del 1990 i dissolta La Trinca, Cruz, juntament amb Mainat, es va dedicar al món de la producció televisiva, a través de la productora Gestmusic, que van fundar el 1987. Gestmusic s'integraria posteriorment a Endemol, i Cruz va ser nomenat President d'Endemol-Espanya. Durant prop de dues dècades, Cruz va estar al capdavant d'una de les productores que ha marcat el rumb de la televisió comercial a Espanya, a través de programes emblemàtics com ara La parodia nacional, Crónicas Marcianas i, sobretot, Operación Triunfo i Eurojunior.